# Eolinus theryi
Eolinus theryi är en spindelart som beskrevs av Alexander Petrunkevitch 1942. Eolinus theryi ingår i släktet Eolinus och familjen hoppspindlar. Inga underarter finns listade i Catalogue of Life.